# Мошенский, Авксентий Леонтьевич
Авксентий Леонтьевич Мошенский (1900—1981) — генерал-майор МВД СССР, участник Гражданской и Великой Отечественной войн.

## Биография

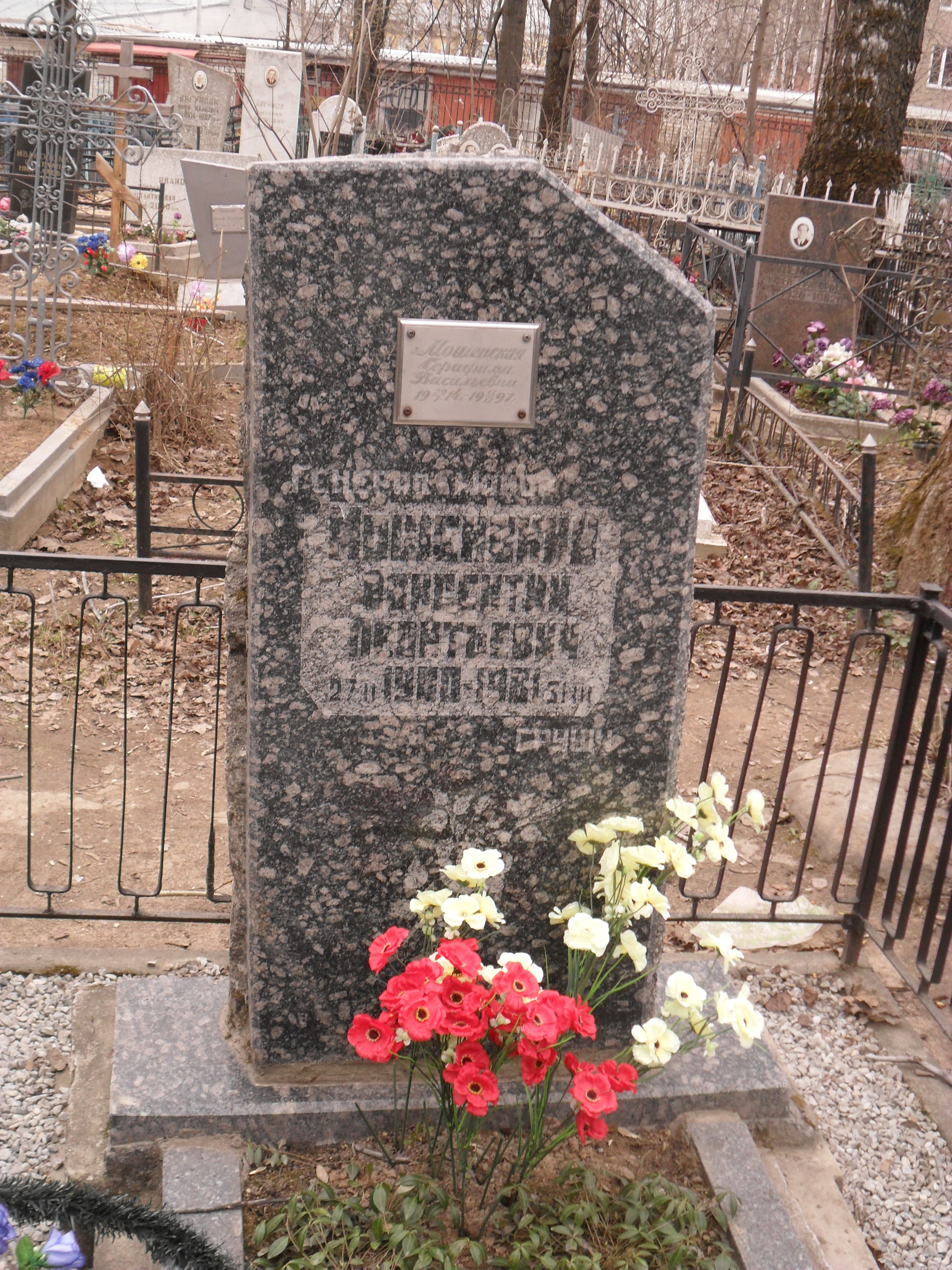
Могила Мошенского на Братском кладбище Смоленска.

Родился 27 февраля 1900 года в местечке Шпола (ныне — город в Черкасской области Украины). В 1914 году он окончил четырёхклассное горное училище, после чего работал сначала по найму, затем чернорабочим, а позднее — в отцовском хозяйстве. В сентябре 1920 года добровольно пошёл на службу в Рабоче-крестьянскую Красную Армию. В июне 1926 года перешёл на службу в органы ОГПУ СССР. Начинал делопроизводителем органов внутренних дел на Украине.
Участник Великой Отечественной войны с июля 1941 года в качестве заместителя начальника особого отдела НКВД 44-го стрелкового корпуса. Участвовал в боях в Белорусской ССР и Смоленском сражении. Занимался пресечением панических настроений в действующих частях.
В сентябре 1941 года был отозван с фронта и назначен заместителем начальника транспортного отдела НКВД Западной железной дороги. 9 июля 1945 года Мошенский в числе 143 других высших офицеров НКВД СССР согласно самому первому приказу о переаттестации получил звание генерал-майора. В октябре 1947 года был назначен начальником управления охраны Министерства государственной безопасности СССР Западной железной дороги.
В сентябре 1950 года как «не обеспечивший руководства и за недостойное поведение в быту» был освобождён от занимаемой должности и отправлен на пенсию. Проживал в Смоленске. Скончался 31 марта 1981 года, похоронен на Братском кладбище в Смоленске.
Заслуженный работник НКВД СССР. Был также награждён орденом Ленина, двумя орденами Красного Знамени, орденами Отечественной войны 1-й степени и Красной Звезды, рядом медалей.